# كلمتين وبس
كلمتين وبس هو برنامج إذاعي بدأه فؤاد المهندس في سنة 1968. وعالج في هذا البرنامج سلبيات الشعب المصري والحكومة المصرية والروتين. وكان هذا البرنامج يبدأ المصريون به يومهم كل صباح في الساعة الثامنة إلا خمس دقائق يوميا. البرنامج كتبه الصحفي أحمد شفيق بهجت وأخرجه يوسف حجازي، وكثيرا ما كان يستعين هذا البرنامج بالأسلوب الدرامي في تعرضه لسلبيات المجتمع المصري والمؤسسات الحكومية. ومنذ يوم 18 سبتمبر سنة 2016 تم تقديم برنامج كلمتين وبس من خلال الفنان شريف منير وتكتب الحلقات الكاتبة حنان إسماعيل ويخرجه أيمن فتيحة واصروا علي استكمال مسيرة الأستاذ فؤاد المهندس والأستاذ أحمد بهجت وتقديم كلمتين يهموا المجتمع الحالي والوقوف علي مشاكله وسلبياته وما يحتاج اليه. وتعمد الكاتبة الي عرض حل في نهاية كل حلقة كمقترح امام المسئولين ومن يهمهم الأمر وشعار البرنامج لكل المستمعين انهم كلمتين وبس منكم واليكم وبكم واثبت البرنامج نجاح وقبول لدي المستمعين ومن المتابعين لصفحة البرنامج علي الفيس بوك واستطاعت الكاتبة حنان إسماعيل ان تثبت تميز فيما تكتبه من حلقات تهم وتشغل الرأي العام بشكل مبسط يدخل عقل وقلب المستمعين، وهو أسلوب صعب في الكتابة ان تقوم باختصار موضوع وقضية كبيرة في مدة ثلاث دقائق وهذا المنهاج في الكتابة من مدرسة الكاتب الأمر رجب. واستطاع الفنان شريف منير ان يضيف لمسته المحببة لجمهوره الكبير ومعروف عن الفنان وطنيته الشديدة وخوفه علي مصلحة البلد.